# Lu Yung-ting

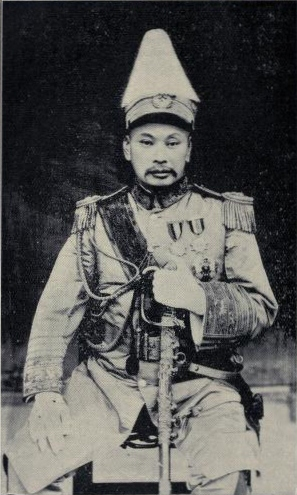
Lu Yung-ting

Lu Yung-ting (chinesisch 陸榮廷 / 陆荣廷, Pinyin Lù Róngtíng, 19. September 1858 – 6. November 1928) Höflichkeitsname (Zì) Gànqīng, stammte aus Wuming, Provinz Guangxi, und war Angehöriger der Zhuang. Er war eine militärische und politische Persönlichkeit des frühen Chinas und Anführer der Alten Guangxi-Clique. Er bekleidete unter anderem die Ämter des Militärgouverneurs von Guangxi (Dudu), des Militärgouverneurs von Guangdong (Dujun), des Generalinspekteurs von Liangguang (Guangdong und Guangxi), des Marschalls der Militärregierung von Guangdong und war einer der Präsidenten der Militärregierung.
Lu Yung-ting ist eine Schlüsselfigur für das Fortbestehen der Republik China. Seine historischen Verdienste während der Bewegung zum Schutz der Nation (Nationaler Schutzkrieg) werden mit den Worten gewürdigt: „Ohne Lu Yung-ting gäbe es keine Republik China.“ Als Yuan Shikai die Monarchie wiederherstellte, die aufständischen Truppen aus Yunnan und Guizhou in den Kämpfen in Sichuan und Hunan Rückschläge erlitten und die Zukunft der Republik höchst gefährdet war, beurteilte Lu Yung-ting, der damalige Militärgouverneur (Dudu) von Guangxi, die Lage und erklärte am 15. März 1916 die Unabhängigkeit Guangxis, um sich der Bewegung zum Schutz der Nation anzuschließen. Dieser Schritt befreite Yunnan aus seiner bedrohlichen Lage und stabilisierte die Situation in den beiden Guangs (Guangdong und Guangxi). Yuan Shikais „Hongxian“-Monarchie musste innerhalb von zehn Tagen aufgeben.